# Годзеше-Вельке (гміна)
Гміна Годзеше-Вельке (пол. Gmina Godziesze Wielkie) — сільська гміна у північно-західній Польщі. Належить до Каліського повіту Великопольського воєводства.
Станом на 31 грудня 2011 у гміні проживало 8967 осіб.

## Територія
Згідно з даними за 2007 рік площа гміни становила 105.07 км², у тому числі:
- орні землі: 78.00%
- ліси: 15.00%

Таким чином, площа гміни становить 9.06% площі повіту.

## Населення
Станом на 31 грудня 2011:
| Опис     | Загалом | Загалом | Чоловіки | Чоловіки | Жінки | Жінки |
| -------- | ------- | ------- | -------- | -------- | ----- | ----- |
| одиниця  | осіб    | %       | осіб     | %        | осіб  | %     |
| все      | 8967    | 100     | 4467     | 49.82    | 4500  | 50.18 |
| міське   | 0       | 100     | 0        |          | 0     |       |
| сільське | 8967    | 100     | 4467     | 49.82    | 4500  | 50.18 |

## Сусідні гміни
Гміна Годзеше-Вельке межує з такими гмінами: Бжезіни, Нове Скальмежице, Опатувек, Серошевіце, Щитники.